# Lecanora opiniconensis
Lecanora opiniconensis är en lavart som beskrevs av Brodo. Lecanora opiniconensis ingår i släktet Lecanora och familjen Lecanoraceae.   Inga underarter finns listade i Catalogue of Life.